# Línea Pelham
La IRT Pelham Line o línea Pelham es una línea de ferroviaria del Metro de la Ciudad de Nueva York, servida por los trenes 6. Fue construida como parte de la expansión de los Contratos Dual que abrió en 1919.

## Representación en la ficción
La línea es la locación de mucha acción en el libro de The Taking of Pelham One Two Three por Morton Freedgood (escrito como John Godey) y de las tres películas basado en la novela.

## Lista de estaciones
| Leyenda de la estación de servicio                       | Leyenda de la estación de servicio        |
| -------------------------------------------------------- | ----------------------------------------- |
| Hace paradas todo el tiempo                              | Paradas todo el tiempo                    |
| Hace paradas todo el tiempo, excepto en horas pico       | Paradas todo el tiempo excepto horas pico |
| Hace paradas en horas pico en direcciones congestionadas | Paradas horas pico o vías congestionadas  |
| Detalles del periodo de tiempo                           |                                           |

| Acceso para discapacitados                          | Estación                                | Vías  | Servicios | Apertura                | Notas                                               |
| --------------------------------------------------- | --------------------------------------- | ----- | --------- | ----------------------- | --------------------------------------------------- |
| Acceso para discapacitados                          | Pelham Bay Park                         | ambas | 6 <6>     | 20 de diciembre de 1920 |                                                     |
|                                                     | Avenida Buhre                           | local | 6 <6>     | 20 de diciembre de 1920 |                                                     |
|                                                     | Middletown Road                         | local | 6 <6>     | 20 de diciembre de 1920 |                                                     |
|                                                     | Westchester Square–Avenida East Tremont | local | 6 <6>     | 24 de octubre de 1920   |                                                     |
|                                                     | Avenida Zerega                          | local | 6 <6>     | 24 de octubre de 1920   |                                                     |
|                                                     | Avenida Castle Hill                     | local | 6 <6>     | 24 de octubre de 1920   |                                                     |
|                                                     | Parkchester                             | ambas | 6 <6>     | 30 de mayo de 1920      | originalmente como Parkchester–Calle 177 Calle Este |
|                                                     | Avenida St. Lawrence                    | local | 6         | 30 de mayo de 1920      |                                                     |
|                                                     | Avenidas Morrison–Sound View            | local | 6         | 30 de mayo de 1920      |                                                     |
|                                                     | Avenida Elder                           | local | 6         | 30 de mayo de 1920      |                                                     |
|                                                     | Avenida Whitlock                        | local | 6         | 30 de mayo de 1920      |                                                     |
|                                                     | Avenida Hunts Point                     | ambas | 6 <6>     | 7 de enero de 1919      |                                                     |
|                                                     | Avenida Longwood                        | local | 6         | 7 de enero de 1919      |                                                     |
|                                                     | Calle 149 Este                          | local | 6         | 7 de enero de 1919      |                                                     |
|                                                     | 143ra Calle Este–Calle St. Mary's       | local | 6         | 7 de enero de 1919      |                                                     |
|                                                     | Avenida Cypress                         | local | 6         | 7 de enero de 1919      |                                                     |
|                                                     | Avenida Brook                           | local | 6         | 7 de enero de 1919      |                                                     |
|                                                     | 3ª Avenida–Calle 138                    | ambas | 6 <6>     | 7 de enero de 1919      |                                                     |
| Se une con la línea de la Avenida Lexington (6 <6>) |                                         |       |           |                         |                                                     |